# クリシュナ・モハン・シュレシュタ

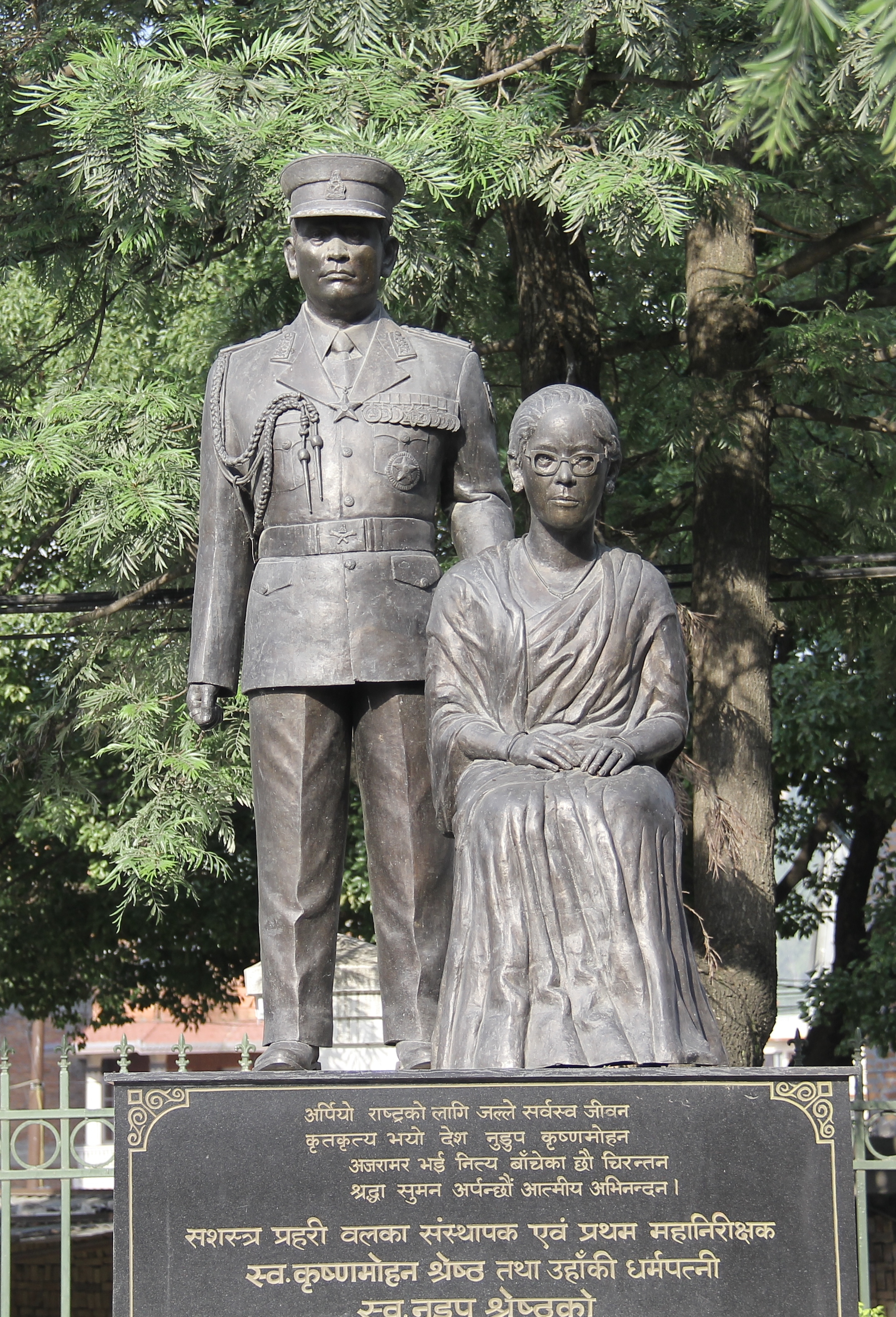
クリシュナ・モハン・シュレシュタとその妻の像

クリシュナ・モハン・シュレシュタ（ネパール語: कृष्णमोहन श्रेष्ठ、Krishna Mohan Shrestha、2003年1月25日没）は、ネパールの武装警察の長官。ネパール内戦のさなか、マオイストによって殺害された。
2003年1月25日朝、シュレシュタは妻とともに朝のウォーキングに出かけようとしたところを、首都カトマンズ近郊の自宅付近で射殺された。
政府はマオイスト掃討における最高責任者を失ったため、マオイストと和平を結ぶことにし、1月29日に停戦に合意した。だが、7ヶ月後にこの停戦合意はマオイスト側に撤回された。